# 哥吉拉×摩斯拉×機械哥吉拉 東京SOS
《哥斯拉×魔斯拉×機械哥斯拉 東京SOS》是2003年12月13日上映的日本電影、哥斯拉系列電影的第27集。日本票房收入約13億日圓，觀賞人次110萬人。
本片是「千禧年系列」中唯一的續集，直接延續前作《哥斯拉×機械哥斯拉》，但前作的主角釋由美子僅短暫登場，本片的主角是金子昇，飾演「機龍」的維修士官。
本片劇情也延續1961年上映的《魔斯拉》，特別找來參與過1961年電影演出的小泉博飾演同一角色（中條信一）。這是唯一一部魔斯拉和機械哥斯拉同時登場的哥吉拉電影，魔斯拉在本片中以卵、幼虫、成虫的型態登場（但沒有結繭）、魔斯拉精靈（小美人）也再度登場，由同屆「東寶灰姑娘」出身的大塚千弘及長澤雅美演出。
劇中出現的龜型怪獸屍體稱為「卡美巴」，似乎影射同為特攝怪獸片競爭對手「卡美拉」（大映/角川），卡美拉電影自1999年迄今已無電影在戲院上映。

## 劇情概要
由於一年前與哥吉拉的戰鬥，機龍雖然擊退了哥吉拉，但是機龍也損傷慘重失去了右手和絕對零度砲。
維修基地的成員中條義人一次與叔叔信一及外甥度假時，遇見了嬰兒島的小美人與摩斯拉，小美人並給他一個忠告：人類用哥吉拉的骨骸製造機龍其實是個嚴重的錯誤，若出動機龍，魔斯拉就會與人類為敵。於是信一想辦法說服老友同時也是首相的五十嵐希望能夠中止機龍的計畫，五十嵐首相因此陷入兩難，但此時日本的海邊發現了一具怪獸的屍體，經過調查怪獸似乎是遭到哥吉拉殺害，同時太平洋又出現了哥吉拉的蹤跡.....

## 登場怪獸
- 哥斯拉
- 卡美巴
- 魔斯拉（成蟲／幼蟲）
- 機龍（機械哥斯拉）

## 演員
- 中條義人：金子昇
- 如月梓：吉岡美穗
- 秋葉恭介：虎牙光揮
- 小美人（希歐）：大塚千弘
- 小美人（瑪娜）：長澤雅美
- 中條瞬：大森樹
- 關根健二：水野純一
- 葉山進：友井雄亮
- 神崎：益岡徹
- 富樫：高杉亘
- 秋葉功：清水紘治
- 家城茜：釋由美子
- 五十嵐隼人：中尾彬
- 中條信一：小泉博

### 道具服演員
- 哥斯拉：喜多川務
- 機械哥斯拉：中川素州

## 製作人員
- 導演：手塚昌明
- 監製：富山省吾
- 製片：山中和成
- 劇本：橫谷昌宏、手塚昌明
- 副導演：村上秀晃
- 特殊技術：淺田英一
- 音樂：大島滿

## 外部連結
- 互联网电影数据库（IMDb）上《哥吉拉×摩斯拉×機械哥吉拉 東京SOS》的资料（英文）
- 爛番茄上《哥吉拉×摩斯拉×機械哥吉拉 東京SOS》的資料（英文）
- AllMovie上《哥吉拉×摩斯拉×機械哥吉拉 東京SOS》的资料（英文）
- 開眼電影網上《哥吉拉×摩斯拉×機械哥吉拉 東京SOS》的資料（繁體中文）
- Yahoo奇摩電影上《哥吉拉×摩斯拉×機械哥吉拉 東京SOS》的資料（繁體中文）
- 时光网上《哥吉拉×摩斯拉×機械哥吉拉 東京SOS》的資料（简体中文）
- 豆瓣电影上《哥吉拉×摩斯拉×機械哥吉拉 東京SOS》的資料 （简体中文）